# Bensu Soral
Bensu Soral (İnegöl, 23 marzo 1991) è un'attrice turca.

## Biografia
Nata nel 1991 a İnegöl, in provincia di Bursa (Turchia) dalla madre Sebahat e dal padre Hamdi Soral, entrambi di origine albanese, Bensu ha una sorella maggiore, Hande (anche lei attrice), e un fratello gemello, Bedirhan.
Si è diplomata presso la Turgutalp Anatolian High School e dopo aver conseguito il diploma ha deciso di studiare grafica presso la facoltà di belle arti dell'Università di Marmara, dove al termine degli studi ha conseguito la laurea. Nel 2011 ha preso lezioni di recitazione presso il teatro pubblico di Istanbul (Istanbul Halk Tiyatrosu). L'anno successivo, nel 2012, con il sostegno di sua sorella Hande, ha iniziato la sua carriera di attrice dopo essere stata scritturata per interpretare il ruolo di Ayşe nella serie in onda su TRT 1 Yol Ayrımı. Nel 2013 e nel 2014 ha interpretato il ruolo di Müge nella serie in onda su Kanal D Vicdan. Nel 2014 ha ricoperto il ruolo di Miray nella serie in onda su Kanal D Boynu Bükükler.
Nel 2015 ha interpretato il ruolo di Aslı nella serie in onda su Star TV Tatlı Küçük Yalancılar. L'anno successivo, nel 2016, è stata il volto dello spot pubblicitario di Max Factor. Nel 2016 e nel 2017 è entrata a far parte del cast della serie in onda su Show TV İçerde, nel ruolo di Melek Yılmaz. Nel 2017 ha prestato la voce al personaggio di Nazlı nel film Doru diretto da Can Soysal. Nello stesso anno è stata il volto dello spot pubblicitario Mavi. Nel 2018 ha partecipato allo spot pubblicitario Defacto. L'anno successivo, nel 2019, è stata il volto dello spot pubblicitario Koton. Nello stesso anno ha interpretato il ruolo di Nazlı Noyan nel film Organize İşler: Sazan Sarmalı diretto da Yılmaz Erdoğan. Nel 2020 è stata il volto dello spot pubblicitario Clear.
Nel 2021 è entrata a far parte del cast della serie in onda su Show TV Cam Tavanlar, nel ruolo di Leyla ed è stata il volto dello spot pubblicitario Firee Fire. Nel 2022 ha ricoperto il ruolo di Azra nel film di Netflix Lezioni private (Özel Ders) diretto da Kivanç Baruönü. Nel 2022 e nel 2023 è stata scelta per interpretare il ruolo della protagonista Ceren Gümüşay nella serie in onda su TV8 Tuzak. Nel 2024 ha interpretato il ruolo di Meryem nel film turco-iracheno Mast-e Eshgh (Mevlana Mest-i Aşk) diretto da Hassan Fathi. Nello stesso anno ha ricoperto il ruolo di Miti Kovaçeva nel film Bir Cumhuriyet Şarkısı diretto da Yağız Alp Akaydın.

## Vita privata
Dal 29 settembre 2018 è sposata con il produttore cinematografico Hakan Baş.

## Filmografia

### Attrice

#### Cinema
- Organize İşler: Sazan Sarmalı, regia di Yılmaz Erdoğan (2019)
- Lezioni private (Özel Ders), regia di Kivanç Baruönü (2022)
- Mast-e Eshgh (Mevlana Mest-i Aşk), regia di Hassan Fathi (2024)
- Bir Cumhuriyet Şarkısı, regia di Yağız Alp Akaydın (2024)

#### Televisione
- Yol Ayrımı – serie TV (TRT 1, 2012)
- Vicdan – serie TV, 7 episodi (Kanal D, 2013)
- Boynu Bükükler – serie TV, 7 episodi (Kanal D, 2014)
- Tatlı Küçük Yalancılar – serie TV, 13 episodi (Star TV, 2015)
- İçerde – serie TV, 32 episodi (Show TV, 2016-2017)
- Cam Tavanlar – serie TV, 8 episodi (Show TV, 2021)
- Tuzak – serie TV, 26 episodi (TV8, 2022-2023)

### Doppiatrice

#### Cinema
- Doru, regia di Can Soysal (2017)

## Spot pubblicitari
- Max Factor (2016)
- Mavi (2017)
- Defacto (2018)
- Koton (2019)
- Clear (2020)
- Firee Fire (2021)

## Doppiatrici italiane
Nelle versioni in italiano dei suoi film e delle sue serie TV, Bensu Soral è stata doppiata da:
- Marta De Lorenzis[45] in Lezioni private[46]

## Riconoscimenti
- Golden Palm Awards
  - 2020: Candidata come Miglior attrice cinematografica per il film Organize İşler: Sazan Sarmalı
- International Izmir Film Festival
  - 2020: Candidata come Miglior attrice cinematografica per il film Organize İşler: Sazan Sarmalı
- Pantene Golden Butterfly Awards
  - 2015: Vincitrice come Stella nascente con Nilay Deniz e Hande Erçel
  - 2017: Candidata come Miglior attrice per la serie İçerde
  - 2017: Candidata come Miglior coppia televisiva con Çağatay Ulusoy per la serie İçerde
  - 2021: Candidata come Miglior attrice in una serie comica romantica per Cam Tavanlar
  - 2021: Candidata come Miglior coppia televisiva con Kubilay Aka per la serie Cam Tavanlar
- Turkey Youth Awards
  - 2020: Candidata come Miglior attrice cinematografica per il film Organize İşler: Sazan Sarmalı